# آدم كارول (سائق سيارة سباق)
آدم كارول (بالإنجليزية: Adam Carroll)‏ هو سائق سيارة سباق بريطاني، ولد في 26 أكتوبر 1982 في بورتاداون ‏ في المملكة المتحدة.

## وصلات خارجية
- آدم كارول على موقع Racing-Reference.info (الإنجليزية)
- آدم كارول على موقع DriverDB.com (الإنجليزية)